# Paseo Bulnes

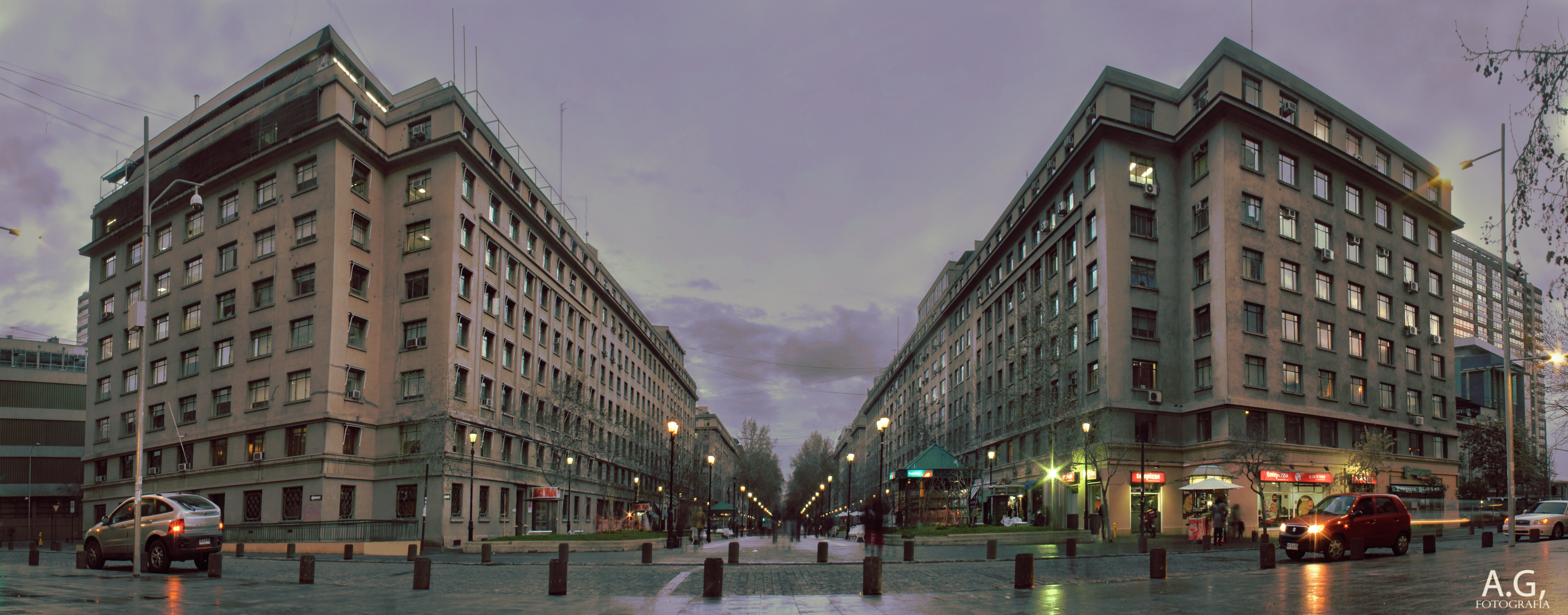
Panoramablick auf den Paseo Bulnes bei Sonnenuntergang von der Nordseite

Paseo Bulnes, zu Deutsch „Bulnes-Promenade“, ist eine Fußgängerzone vor der Rückseite des Präsidentenpalastes La Moneda im Stadtzentrum von Santiago, Chile. Sie verläuft von Norden nach Süden, beginnend an der Avenida Libertador General Bernardo O’Higgins auf der Höhe der Plaza de la Ciudadanía und endend im Almagro Park. Seit 2019 ist er integraler Bestandteil der Achse Almagro-Bulnes, die eine Reihe von Gebäuden mit bedeutendem kulturellen Erbe und historischem Wert im historischen Zentrum von Santiago umfasst, wie den Cousiño-Palast, die Kirche der Sakramentiner und mehrere Regierungsgebäude. In der Nähe des Paseo Bulnes befinden sich die Metrostationen La Moneda (Nordseite, Linie 1) und Parque Almagro (Südseite, Linie 3).

## Geschichte
Der heutige Fußgängerweg, benannt nach Präsident Manuel Bulnes Prieto, entstand nach der Umgestaltung der Avenida Central (zentralen Allee), die zu diesem Zweck für den Autoverkehr gesperrt wurde. Der Entwurf wurde von dem österreichischen Architekten und Stadtplaner Karl Heinrich Brunner erstellt, der in den 1930er Jahren im Auftrag der Stadt mit der Entwicklung des städtischen Ordnungsplans betraut wurde. Der Paseo Bulnes wurde 1939 im offiziellen Stadtentwicklungsplan von Santiago genehmigt. Die von Brunner entworfenen und geplanten Arbeiten wurden unter der Aufsicht des Architekten Carlos Vera Mandujano umgesetzt.
Die Gestaltung der Dekoration orientiert sich an einem Boulevard-Stil, der durch Bäume und Rasenflächen ergänzt wird. Zudem sind vier runde Wasserfontänen sowie Terrassen mit gastronomischen Einrichtungen entlang der gesamten Promenade integriert. Im nördlichen Teil des Paseo Bulnes befindet sich die Bulnes-Platz (Plaza Bulnes), an der ursprünglich die Ewige Flamme der Freiheit errichtet war. Dieser Ort ist voller chilenischer patriotischer Symbolik. An dieser Stelle wurde der Altar des Vaterlandes geschaffen, der sich im Untergeschoss des Platzes befindet und die sterblichen Überreste von Bernardo O’Higgins beherbergt. An den Seiten des Platzes befinden sich zwei Reiterstatuen von Bernardo O’Higgins und José Miguel Carrera, die beide vom chilenischen Volk als Befreier des spanischen Kolonialreichs angesehen werden. Auf der Südseite der Promenade wurde im Jahr 1960 ein Denkmal zu Ehren von Pedro Aguirre Cerda errichtet, das von dem deutsch-chilenischen Bildhauer Lorenzo Berg gestaltet wurde. Dieses blieb jedoch unvollendet und davor wurde eine weitere Statue des ehemaligen Präsidenten von Galvarino Ponce aufgestellt. Entlang der Promenade befindet sich auch ein Denkmal für Fray Camilo Henríquez.
2008 wurde die Achse Bulnes-Almagro vom Nationalen Denkmalrat Chiles zur „Typischen Zone“ erklärt.

## Galerie

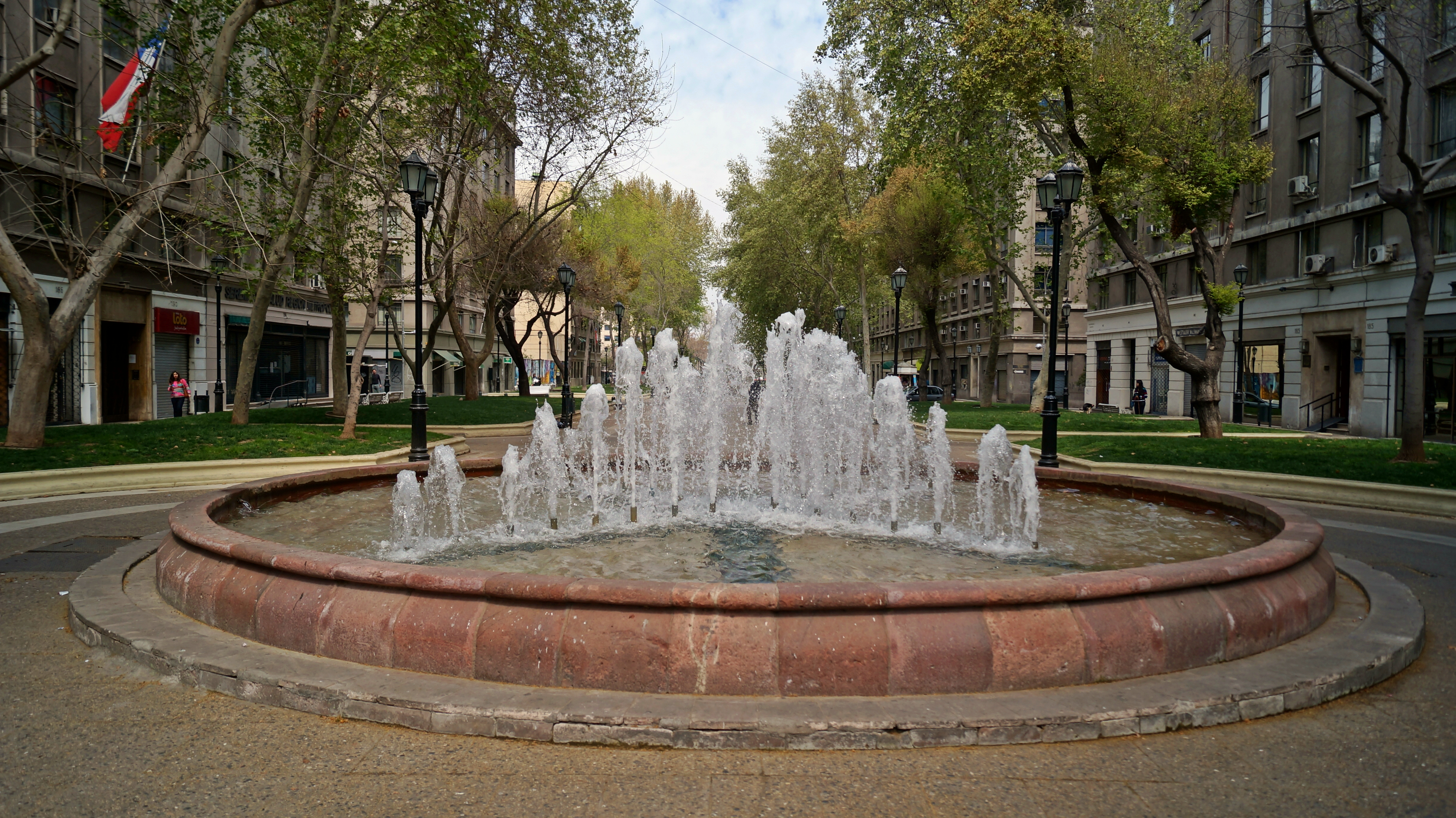
Einer der vier runden Wasserfontänen auf der Promenade
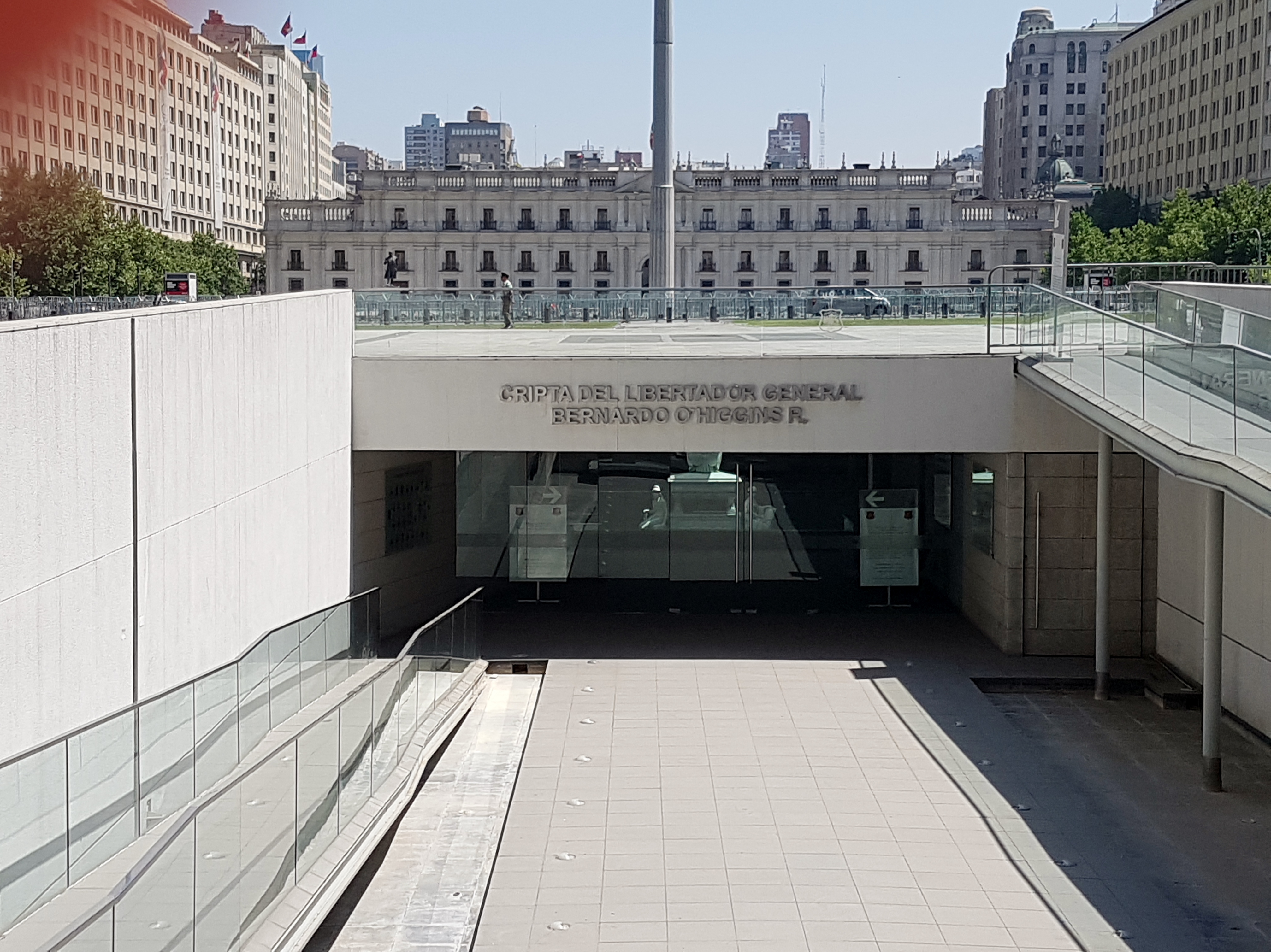
Eingang zur unterirdischen Krypta von Bernardo O'Higgins
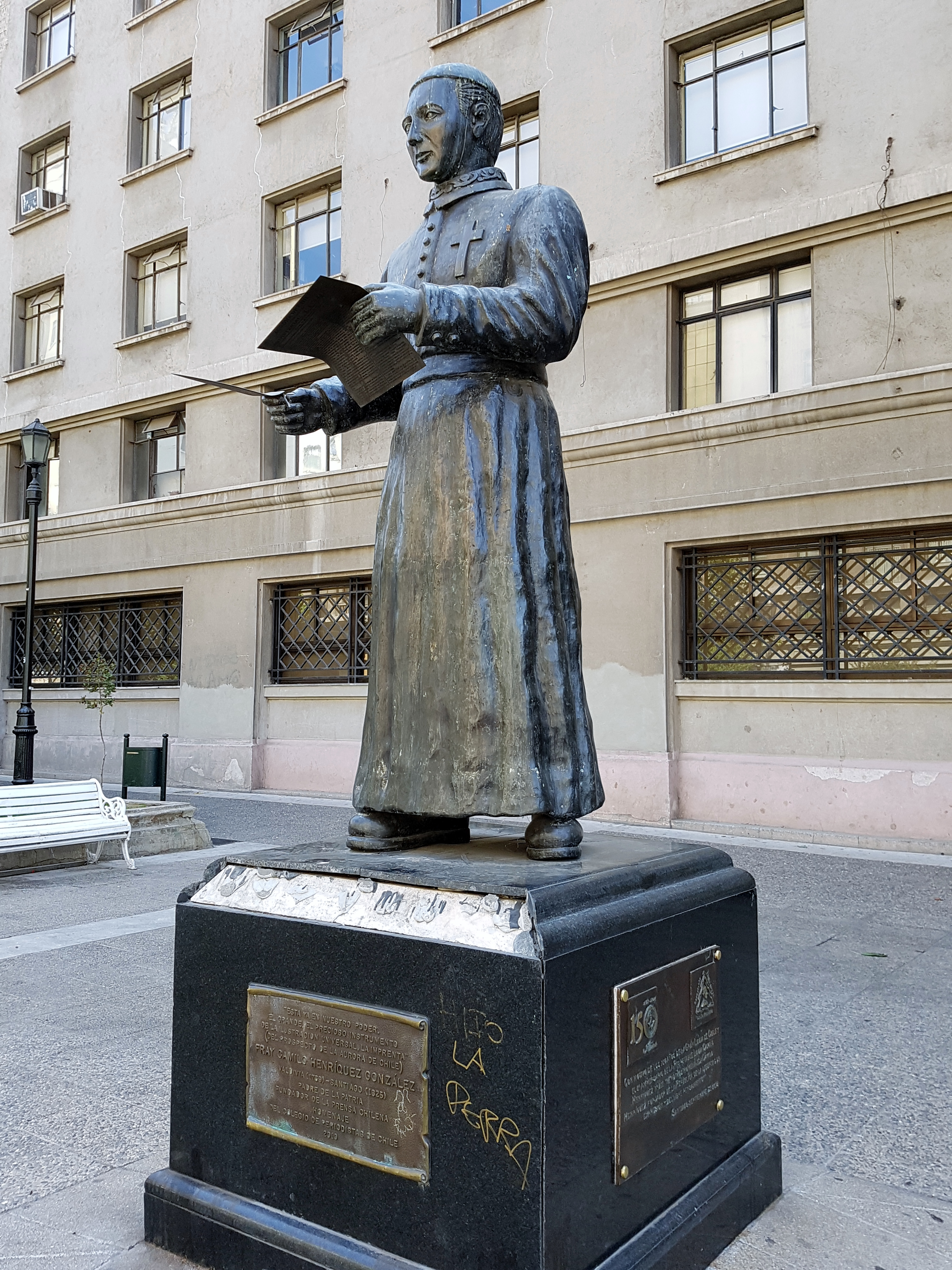
Denkmal für Fray Camilo Henríquez
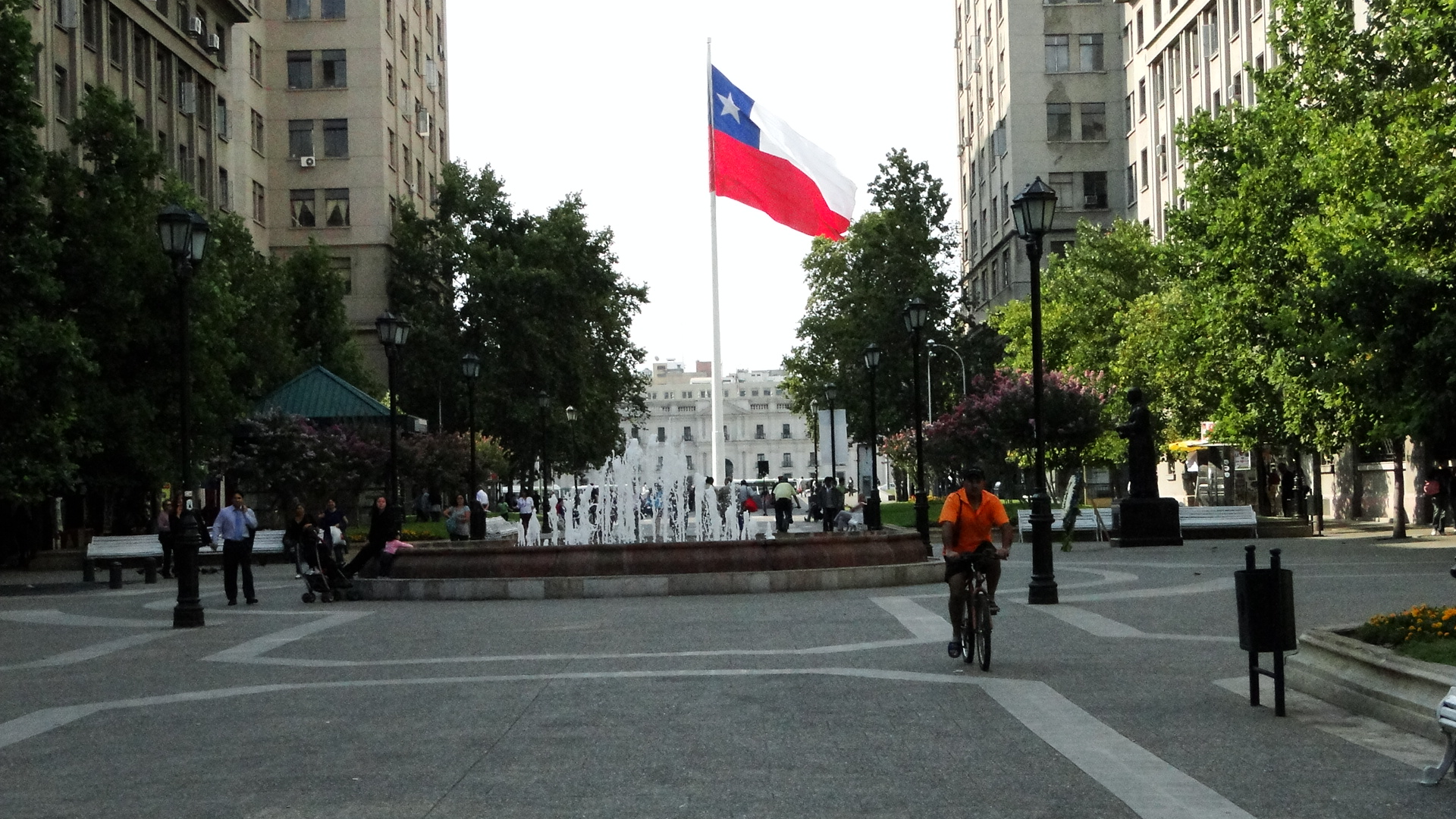
Blick auf die Zweihundertjahrflagge von der Promenade aus
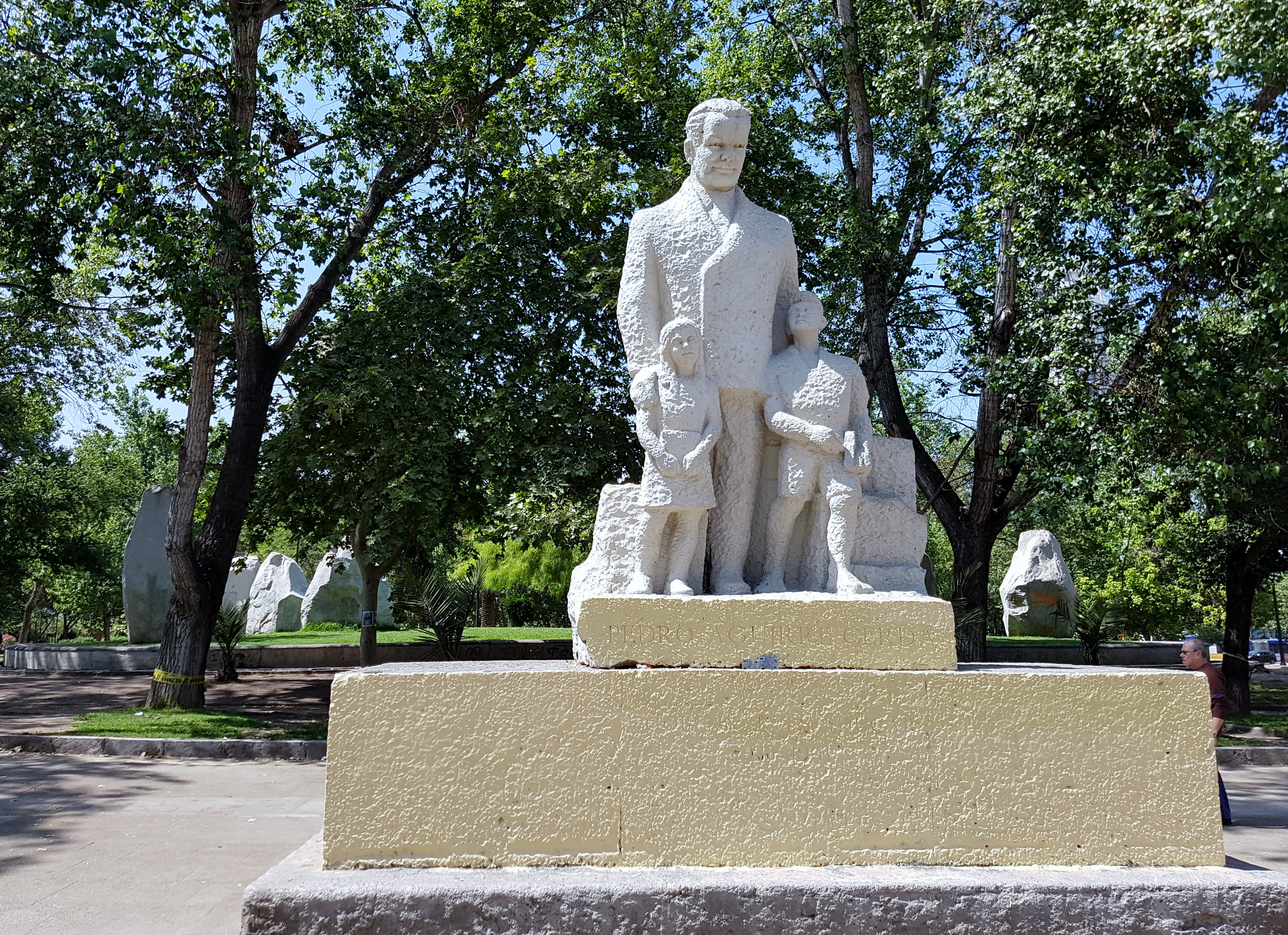
Denkmal für Pedro Aguirre Cerda
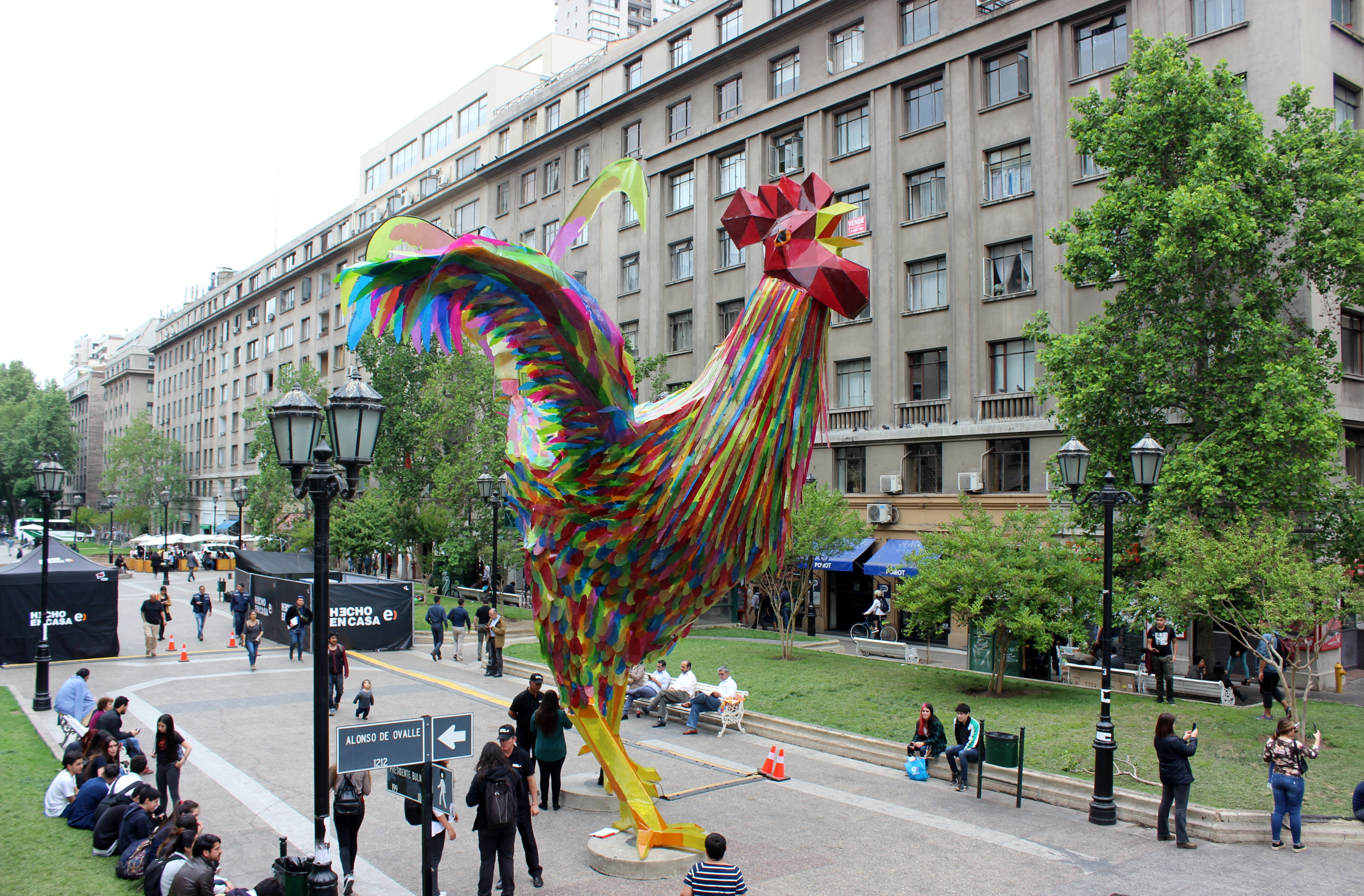
Wanderskulptur des chilenischen Hahns im Jahr 2018